# Get Smart (1965)
Get Smart is een Amerikaanse komedieserie die werd uitgezonden tussen 1965 en 1970, met een totaal van 138 afleveringen. De serie was een satire op het spionagegenre. De serie was een creatie van Mel Brooks en Buck Henry, met in de hoofdrollen Don Adams en Barbara Feldon.
De serie begon op NBC, en werd halverwege overgenomen door CBS. De serie kreeg een aantal spin-offs in de vorm van onder andere een aantal televisie- en bioscoopfilms.

## Verhaal
De serie draait om de onhandige geheim agent Maxwell Smart, ook bekend als Agent 86. Zijn partner is Agent 99, wier echte naam nooit wordt onthuld in de serie. Smart en 99 werken samen voor CONTROL, een geheime Amerikaanse organisatie met het hoofdkwartier in Washington, D.C.. Het duo moet verschillende wereldbedreigende zaken onderzoeken, gehinderd door Smarts incompetentie. Desondanks slaagt Smart er altijd in de wereld te redden, meestal door zijn eigen domme geluk en de vaardigheden van 99.
Een vaste vijand van CONTROL is KAOS, een gelijksoortige organisatie uit een niet nader gespecificeerd Oostblok-land. Ondanks het gebruik van hoofdletters in de titels, zijn de namen CONTROL en KAOS geen afkortingen van langere namen.

## Personages
- Maxwell Smart of Agent 86 of Max Smart: de hoofdpersoon uit de serie. Ofschoon hij een topgeheime agent is voor de overheid, is hij klungelig, naïef en niet bijster snugger. Wel is hij een ervaren schutter en bedreven in één op één gevechten. Hij doet zich in het dagelijks leven voor als verkoper van visitekaartjes, maar slaagt er vrijwel nooit in zijn ware werk geheim te houden voor anderen. Hij gebruikt altijd een telefoon verstopt in zijn schoen als communicatiemiddel.
- Agent 99: een lange, aantrekkelijke vrouwelijke agent wier echte naam nooit onthuld wordt. Haar uiterlijk komt geregeld van pas bij undercovermissies. Ze is een stuk competenter dan haar partner, maar moet desondanks een paar keer in de serie gered worden door Smart. Samen vormen ze een perfect team in de strijd tegen KAOS. In seizoen 4 trouwde 99 met Smart, en in seizoen 5 hadden de twee samen twee kinderen.
- The Chief: het hoofd van CONTROL. Hij is intelligent, serieus en gevoelig. Hij was ooit zelf een geheim agent onder de codenaam Q. Hij is de baas en opdrachtgever van agenten 86 en 99. Zijn voornaam is Thaddeus, maar vrijwel niemand noemt hem zo. Hij doet zich in het dagelijks leven vaak voor als Harold Clark, Max' baas bij de visitekaartjesdrukkerij.
- Hymie the Robot: een sterke androïde gebouwd door KAOS, maar geherprogrammeerd om te werken voor CONTROL. Hij neemt zijn bevelen vaak te letterlijk.
- Agent 13: een agent voor CONTROL die altijd gestationeerd is op vreemde of ongewone plaatsen zoals in brievenbussen, wasmachines, kluisjes en andere voorwerpen.
- Agent 44: een agent die vaak hetzelfde lot ondergaat als agent 13.
- Agent Larabee: de assistent van The Chief.
- Fang: de slecht getrainde hond van CONTROL.
- Siegfried: de voorzitter van KAOS en een vaste vijand in de serie. Hij is de aartsvijand van Maxwell Smart.

## Rolverdeling
| Acteur          | Personage                |
| --------------- | ------------------------ |
| Don Adams       | Maxwell Smart - Agent 86 |
| Barbara Feldon  | Agent 99                 |
| Edward Platt    | Chief                    |
| Robert Karvelas | Larabee                  |
| Bernie Kopell   | Siegfried                |

## Vervolgen

### Films
Nadat de serie was stopgezet, werden er nog vier films geproduceerd:
- The Nude Bomb: een bioscoopfilm uit 1980 met de originele acteurs. De film was geen succes.
- Get Smart, Again!: een televisiefilm uit 1989.
- Get Smart: een bioscoopfilm uit 2008 met Steve Carell en Anne Hathaway in de hoofdrollen.
- Get Smart's Bruce and Lloyd: Out of Control: een direct-naar-dvd spin-off van de film uit 2008.

### Tweede serie
Het succes van de televisiefilm Get Smart, Again! zorgde ervoor dat FOX in 1995 een nieuwe serie maakte, ook met de titel Get Smart. Hierin vertolkten Don Adams en Barbara Feldon opnieuw hun rollen uit de eerste serie. De serie was geen lang leven beschoren.

### Boeken en strips
In de jaren 60 schreef William Johnston een aantal boeken gebaseerd op de serie, welke werden gepubliceerd door Tempo Books. Dell Comics publiceerde in 1966 en 1967 een stripserie gebaseerd op de televisieserie, deels getekend door Steve Ditko.

## Voetnoten
1. ↑  WouldYouBelieve.com Frequently Asked Questions - August 13, 2007
2. ↑  Frequently Asked Questions. WouldYouBelieve.com. Gearchiveerd op 9 mei 2008. Geraadpleegd op 23 april 2008.